# Sand City
Sand City és una població dels Estats Units a l'estat de Califòrnia. Segons el cens del 2000 tenia 261 habitants.

## Demografia
Segons el cens del 2000, Sand City tenia 261 habitants, 80 habitatges, i 33 famílies. La densitat de població era de 180 habitants/km².
Dels 80 habitatges en un 21,3% hi vivien nens de menys de 18 anys, en un 27,5% hi vivien parelles casades, en un 7,5% dones solteres, i en un 58,8% no eren unitats familiars. En el 41,3% dels habitatges hi vivien persones soles el 10% de les quals corresponia a persones de 65 anys o més que vivien soles. El nombre mitjà de persones vivint en cada habitatge era de 2,46 i el nombre mitjà de persones que vivien en cada família era de 3,42.
Per edats la població es repartia de la següent manera: un 16,1% tenia menys de 18 anys, un 11,5% entre 18 i 24, un 39,8% entre 25 i 44, un 27,6% de 45 a 60 i un 5% 65 anys o més.
L'edat mediana era de 38 anys. Per cada 100 dones de 18 o més anys hi havia 154,7 homes.
La renda mediana per habitatge era de 34.375 $ i la renda mediana per família de 37.500 $. Els homes tenien una renda mediana de 27.500 $ mentre que les dones 30.000 $. La renda per capita de la població era de 15.455 $. Entorn del 17,9% de les famílies i el 27,9% de la població estaven per davall del llindar de pobresa.

## Poblacions més properes
El següent diagrama mostra les poblacions més properes.